# Патріція Горват
Патріція Горват (угор. Patrícia Horváth, 7 грудня 1977) — угорська ватерполістка.
Учасниця Олімпійських Ігор 2008 року. Чемпіонка світу з водних видів спорту 2005 року.